# Don Freeland
Don Freeland (n. 25 martie 1925 – d. 2 noiembrie 2007) a fost un pilot de curse auto american care a evoluat în Campionatul Mondial de Formula 1 între anii 1953 și 1960.
1. ↑   http://www.indianapolismotorspeedway.com/news/story.php?story_id=10169 Lipsește sau este vid: |title= (ajutor)